# Bildträger
Der Bildträger ist in der Informationstechnologie ein technischer Datenträger zur Speicherung,  Übertragung und wiederholbaren Wiedergabe von Bildern, Lichtbildern, Filmen oder Videosignalen. In der bildenden Kunst wird hiermit der Träger eines Gemäldes bezeichnet.

## Informationstechnologie

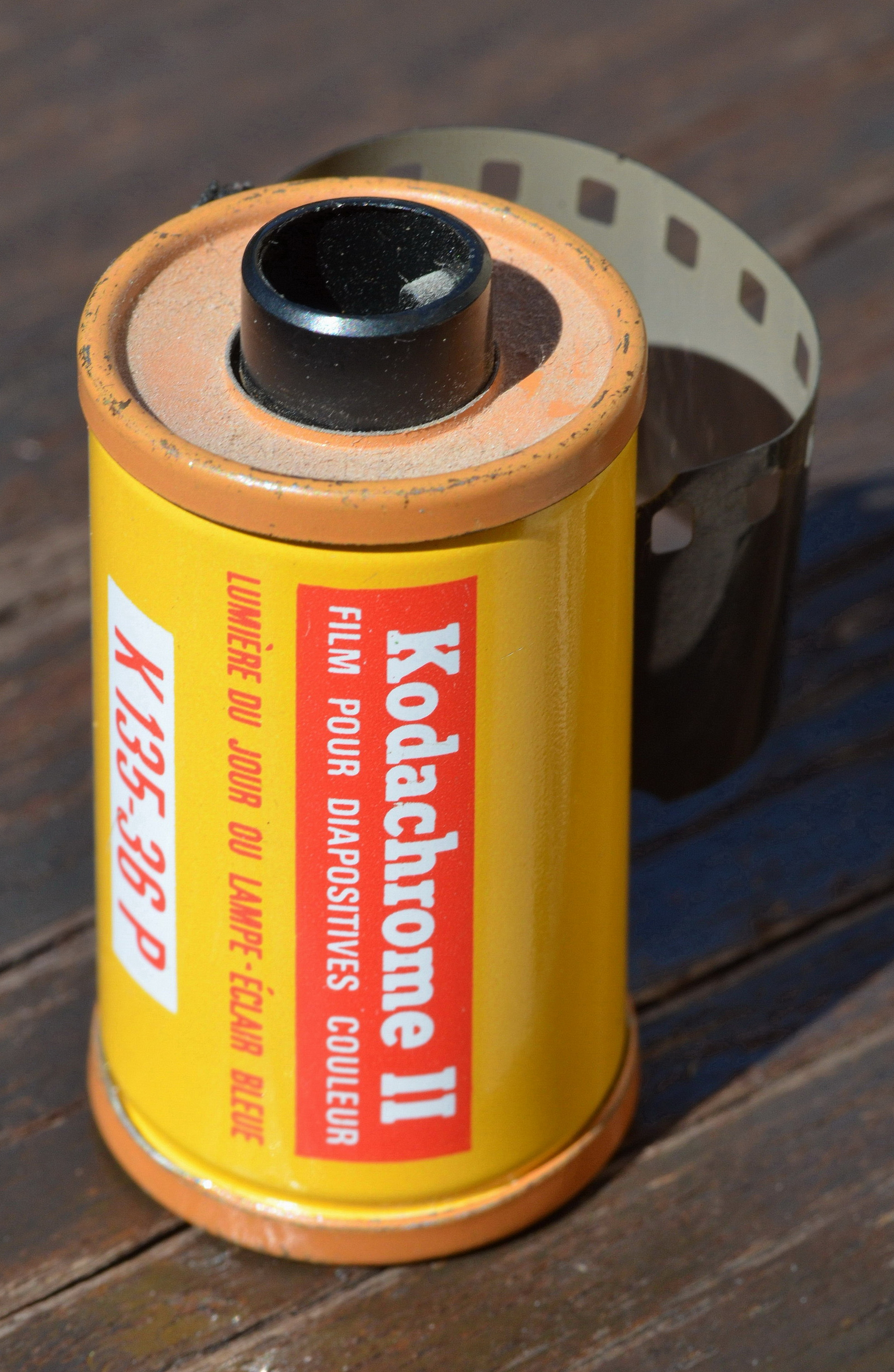
Filmrolle Kodachrome II für Diapositive

Das Jugendschutzgesetz (JuSchG) verwendet für seine Zwecke in § 12 Abs. 1 JuSchG eine Legaldefinition, wonach es sich bei Bildträgern um „Zur Weitergabe geeignete, für die Wiedergabe auf oder das Spiel an Bildschirmgeräten mit Filmen oder Spielen programmierte Datenträger“ handelt.
Bei Tonfilmen kommen Bild- und Tonträger auf dem Filmstreifen zusammen, der Begleitton im Fernsehen wird mittels Frequenzmultiplexverfahren mit einem eigenen Tonträger realisiert. Entsprechend der Rechtslage bei Tonträgern sieht das Urheberrechtsgesetz (UrhG) vor, dass dem Urheber auch das Recht zusteht, Vorträge oder Aufführungen seines Werkes mittels Bildträger öffentlich wahrnehmbar zu machen. Nach § 94 Abs. 1 UrhG hat der Filmhersteller das ausschließliche Recht, den Bildträger oder Bild- und Tonträger, auf den das Filmwerk aufgenommen ist, zu vervielfältigen, zu verbreiten und zur öffentlichen Vorführung, Funksendung oder öffentlichen Zugänglichmachung zu benutzen. Bildträger sind audio-visuelle Datenträger, wobei neben einer optischen auch oft eine akustische Komponente vorhanden ist.
Arten
Man unterscheidet generell zwischen analogen Bildträgern (die analoge Daten enthalten) und digitalen Bildträgern mit digitalen Daten:
| Analog/digital | Bildträger |
| -------------- | --- |
| analog         | Bildplatten, Diapositive, Filme (Filmrolle, Mikrofilm, Stummfilm, Tonfilm), Filmstreifen (Mikroform, fotografischer Film), Fotos, Gemälde, Magnetaufzeichnung, Videokassetten, Zeichnungen |
| digital        | Blu-ray Disc, CD-ROM, DVD |

Stumm- und auch Tonfilme gehören wegen der überwiegenden optischen Merkmale zu den Bildträgern.

## Malerei

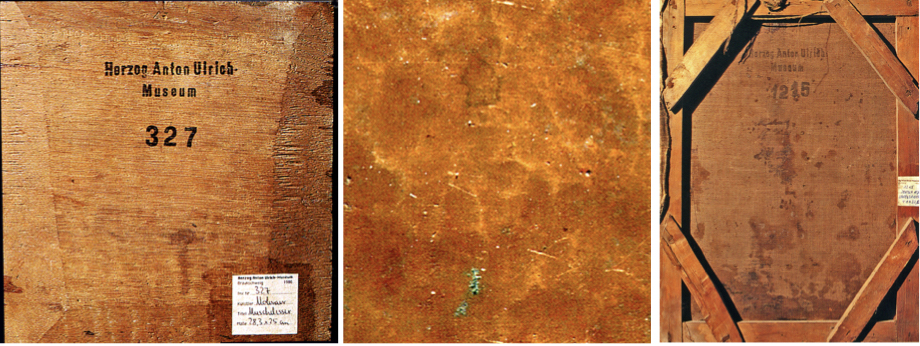
Die Holztafel, die Kupfertafel (Detail) und die Leinwand sind die »klassischen« Bildträger in der europäischen Tafelmalerei.

Als Bildträger (auch Malgrund, Maluntergrund) bezeichnet man in der Tafelmalerei natürliche oder synthetische, unflexible oder flexible Materialien, auf denen die europäischen Künstler ihre Bilder malten.

### Material
Bildträger können aus Holz (Holztafelbild), Gewebe (Leinwandgemälde), Metall (Kupfertafel), Stein, Papier, Pappe, Pergament und in unserer Zeit auch aus synthetischem Material sein. In der Wandmalerei können Felsen oder jede andere Architekturoberfläche, z. B. Wände oder Decken mit oder ohne Putz auf Mauerwerk als Bildträger dienen. Eine Besonderheit sind die in Südtirol im 18. und 19. Jahrhundert auf Gespinsten der Traubenkirschen-Gespinstmotte gemalten Spinnwebenbilder.

### Historischer Überblick
Vom Mittelalter bis ins frühe 16. Jahrhundert verwendeten die Künstler in der Hauptsache Holz als Bildträger. In Italien wurde der hölzerne Bildträger bis um 1500, in Deutschland bis etwa 1550 und in den Niederlanden bis um 1570 verwendet, ehe sich der textile Bildträger langsam durchsetzte. Metallplatten aus Kupfer, Zinn oder Silber und Steinplatten aus Schiefer oder Marmor sowie künstlich hergestellte Marmorplatten und Leder waren die Ausnahme. Pappe ist zwar seit dem 16. Jahrhundert bekannt, wurde aber erst von den Künstlern des 19. Jahrhunderts in größerem Umfang verwendet. Bildträger unterscheiden sich nach Herkunft, Verarbeitung und Zusammensetzung und veränderten ihre charakteristischen Merkmale im Laufe der Jahrhunderte. Die Künstler und Werkstätten verschiedener Kulturlandschaften und Epochen bevorzugten unterschiedliche Materialien als Bildträger und bearbeiteten diese in jeweils charakteristischen Techniken.

### Rückschlüsse
Aus der Kombination dieser Faktoren lassen sich vorsichtige Schlüsse auf Entstehungsort und -zeit eines Gemäldes ziehen. Die in den letzten Jahrzehnten erfolgte intensive Forschung auf diesem Gebiet ermöglicht einen umfassenden Einblick in die Entstehung von Gemälden und erlaubt damit auch eine sicherere Zuschreibung von Tafelbildern im Hinblick auf Alter und Echtheit.